# Feldbahn der Chợ-Điền-Minen
| Decauville-Bahn im Steinbruch Fiakao der Chợ-Điền-Minen |                     |                        |                        |
| Streckenverlauf der 35 km langen Feldbahn Streckenverlauf der Feld- und Seilbahnen in den Steinbrüchen                                                                  |                     |                        |                        |
| Streckenlänge: | 35 km               |                        |                        |
| Spurweite: | 600 mm (Schmalspur) |                        |                        |
| |                     |                        |                        |
| \| \| \| Bản Thi Chợ-Điền-Minen \| \| \| \| Bản Kao \| \| \| \| Bản Man \| \| \| \| Bản Ye \| \| \| \| Lang Ha \| \| \| \| Na Don \| \| \| \| Flusshafen am Sông Gâm \| |                     |                        |                        |
| Kopfbahnhof Streckenanfang (Strecke außer Betrieb) |                     | Bản Thi Chợ-Điền-Minen | Bản Thi Chợ-Điền-Minen |
| Bahnhof (Strecke außer Betrieb) |                     | Bản Kao                | Bản Kao                |
| Bahnhof (Strecke außer Betrieb) |                     | Bản Man                | Bản Man                |
| Bahnhof (Strecke außer Betrieb) |                     | Bản Ye                 | Bản Ye                 |
| Bahnhof (Strecke außer Betrieb) |                     | Lang Ha                | Lang Ha                |
| Kopfbahnhof Streckenende (Strecke außer Betrieb) |                     | Na Don                 | Na Don                 |
| |                     | Flusshafen am Sông Gâm |                        |

Die Feldbahn der Chợ-Điền-Minen war eine 35 Kilometer lange Schmalspurbahn von den Zinkminen beim Dorf Bản Thi im Chợ-Đồn-Distrikt zu einem Flusshafen am Sông Gâm bei Vĩnh Lộc in der Bác-Kạn-Provinz von Vietnam.

## Geschichte
Die Chợ-Điền-Minen wurden seit 1908 bzw. 1912 im Rahmen einer Kolonial-Konzession ausgebeutet und waren damals die größte und erzreichste Lagerstätte, für deren Erforschung, wissenschaftliche Prospektion und Entwicklung ihr Konzessionär, Gabriel Bault, der während des Ersten Weltkriegs als Leutnant der Artillerie in Frankreich diente, sich nicht gescheut hat, sein gesamtes Vermögen einzusetzen. Allein sie Ausgaben für die Errichtung der 35 Kilometer langen Feldbahn mit einer Spurweite von 600 mm, die im Juli 1914 fertiggestellt wurde, beliefen sich auf eine Million Piaster. In der Nähe lagen 12 km weiter südwestlich weitere Minen, die schon vor der Kolonialzeit von Chinesischen Einwanderern ausgebeutet wurden.
Materialseilbahnen transportierten das Erz zur Feldbahn, die es zu den Kalzinieröfen brachte, von wo aus es zum Sông Gâm, einem Nebenfluss des Claire-Flusses, transportiert wird, um auf dem Flussweg nach Haiphong hinuntergeleitet zu werden. Diese Gruppe, die hauptsächlich aus den Minen Rubis, Folie, Stella und Opale bestand, hatte bis zum Ersten Weltkrieg eine glänzende Zukunft vor sich. Eine einzige dieser Minen bot mehr als 80.000 Tonnen Erz mit einem durchschnittlichen Gehalt von 52 % Zink an. Ein Teil des carbonatischen Galmei (französisch Calamine) mit einem durchschnittlichen Zinkgehalt von 55 % wurde nach England exportiert. Diese Produktion war vor allem deshalb bemerkenswert, weil aufgrund der kriegsbedingten Schwierigkeiten anfangs nur ein sehr kleiner Teil der Lagerstätte ausgebeutet werden konnte. Darüber hinaus enthielten die Chợ-Điền-Minen ein großes Vorkommen an Blei- und Zinkerz in sulfidischem Mischzustand.

## Erzfördermenge
Im Jahr 1914 wurden in den Chợ-Điền-Minen etwa 1900 Tonnen Erz gefördert, und 1915 erreichte die Produktion dieser Minen 8600 Tonnen. Die Mine Rubis förderte von 1914 bis 1930 etwa 360.000 Tonnen Erz.